# Athena (gruppo musicale)
Athena è una band turca proveniente da Istanbul fondata nel 1987 dai gemelli Gökhan e Hakan Özoğuz.
All'inizio della carriera lo stile musicale era metal per orientarsi poi sullo ska.
Il gruppo si classificò al quarto posto rappresentando la Turchia all'Eurovision Song Contest 2004 con For Real.

## Storia del gruppo
I fratelli Özoğuz, unici componenti fissi della band sin dalla sua fondazione, iniziarono a suonare all'età di 11 anni. Gli Athena nacquero come band metal, per poi successivamente evolvere verso in genere ska.
Dopo un'intensa attività concertistica nel 1998 venne pubblicato il primo album, Holigan, la cui omonima canzone, riferita al mondo delle tifoserie calcistiche, ha avuto un buon successo. All'album è seguito un lungo tour in Turchia. Nel 2000 hanno partecipato al concerto della notte di capodanno a piazza Taksim a Istanbul.

## Attuali componenti
- Gökhan Özoğuz (voce principale e chitarra)
- Hakan Özoğuz (seconda voce e chitarra)
- Umut Arabacı (basso)
- Emre Ataker (tastiera)
- Alican Tezer (batteria)

## Discografia
- 1993 - One Last Breath (album) (1993)
- 1998 - Holigan (album) (1998)
- 2000 - Tam Zamanı Şimdi (album)  (2000)
- 2001 - Mehteran Şeferi (ep) (2001)
- 2002 - Hersey Yolunda (album) (2002)
- 2004 - Us (album)  (2004)
- 2004 - For Real (singolo) (2004)
- 2005 - Athena (album)  (2005)
- 2006 - İt (ep) (2006)
- 2007 - Fenerbahçe 100. Yıl (ep) (2007)
- 2010 - Pis (album) (2010)
- 2011 - Ben Böyleyim (ep) (2011)